# Punto Blanco

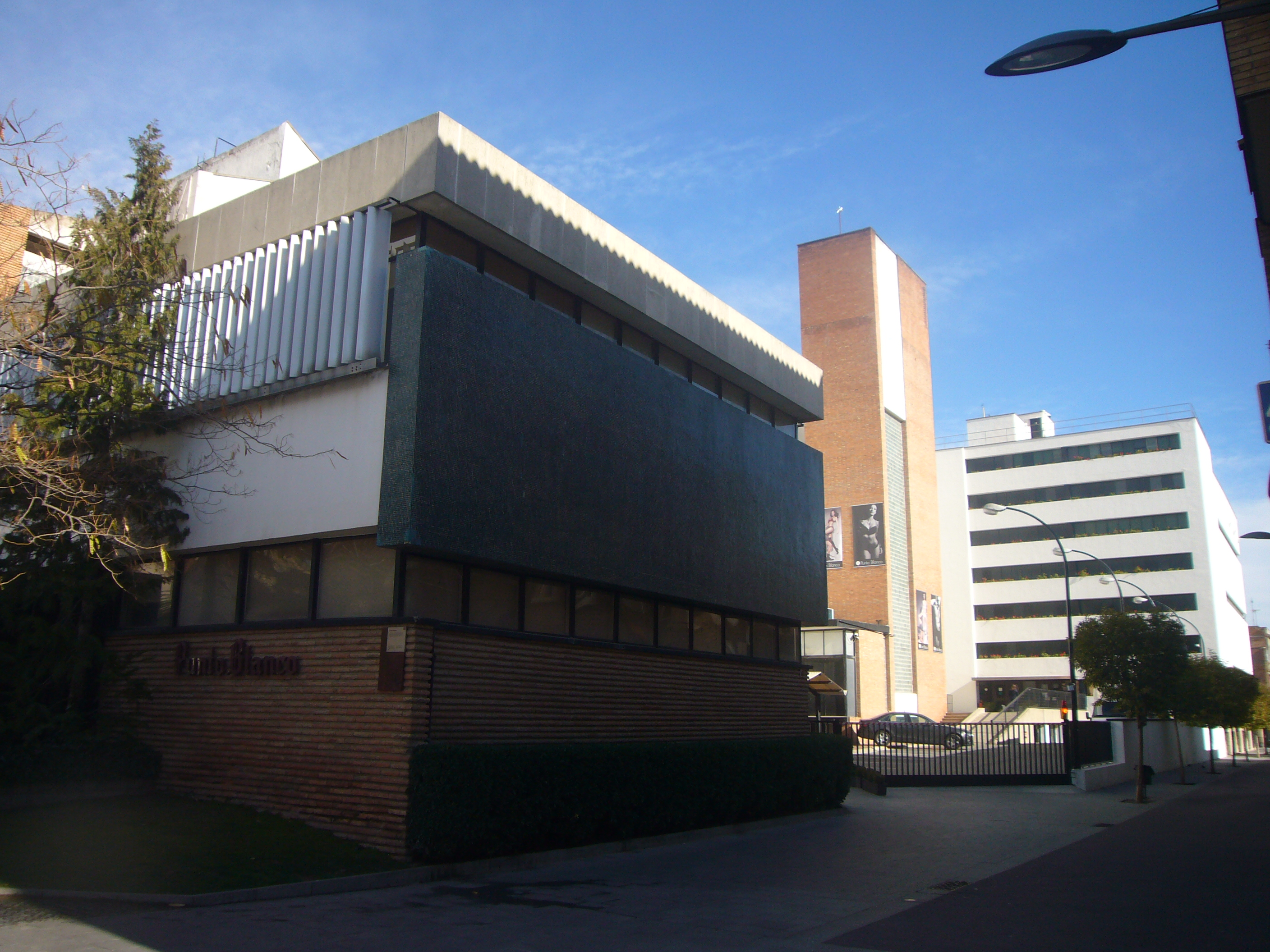
Fàbrica Punto Blanco, a Igualada, obra de 1956

Punto Blanco és la marca amb què és coneguda la societat anònima Industrias Valls, fundada el 1948 a Igualada i dedicada a la fabricació i comercialització de mitjons i roba interior. Exporta a més de 35 països i les vendes internacionals suposen un 15% del total.
Forma part de la Corporació Empresarial Valls, grup que compta amb Grafopack, empresa d'arts gràfiques, així com diverses empreses de confecció, filatura i gènere de punt i les marques tèxtils Punto Blanco, Cóndor, Donna, Marum i Point. A més de l'outlet d'Igualada, Punto Blanco té una xarxa de botigues pròpies.
La fàbrica Punto Blanco és un edifici racionalista de la dècada de 1950 situat al centre d'Igualada amb una superfície de 10.000 m2 repartits en diverses plantes. L'edifici, amb sostre de dent de serra i façana decorada per el ceramista Jordi Aguadé i Clos, fou obra de l'arquitecte Robert Terradas i Via. Les àrees logístiques i de magatzem es troben en un edifici d'11.000 m2 a un polígon industrial d'Òdena.

## Història
Els antecedents de Punto Blanco cal situar-los en l'empresa Pedro Valls, S. en C. de Pere Valls i Montserrat, que tenia una fàbrica de gènere de punt i mitges, coneguda com a cal Barraqueta o cal Valls, situada a Igualada, al carrer de sant Magí, entre el carrer de la Torre i el Passeig Verdaguer. L'empresa usava tricotosa i gènere de cotó o llana, i va créixer de forma considerable. Les marques comercials eren Fanny i Gala i fabricaven faldillons (en castellà refajos), samarretes amb cinta i llacet de sedalina, vestits de bany, jerseis i mitges de seda i posteriorment de niló. Pere Valls va contraure matrimoni amb Assumpció Rius. La filla gran del matrimoni, Assumpció, fixà directrius a l'empresa en els darrers temps del gènere de punt. El primer fill varó, Pere, i el segon fill varó, Manuel Valls i Rius (3 d'agost de 1917 - 25 de febrer de 2000) serien posteriorment els fundadors de Punto Blanco. En Manuel, en la seva etapa adolescent, tenia costum, a la sortida del col·legi dels Escolapis, de donar una ullada a la fàbrica des del capdamunt de l'escala on hi havia les oficines. La seva presència feia que els treballadors deixessin la xerrameca i tornessin ràpid a la feina. En Pere i en Manuel van portar d'un viatge a Colòmbia idees renovades i van posar en marxa la fabricació de mitjons, inicialment a la fàbrica del carrer Sant Magí.

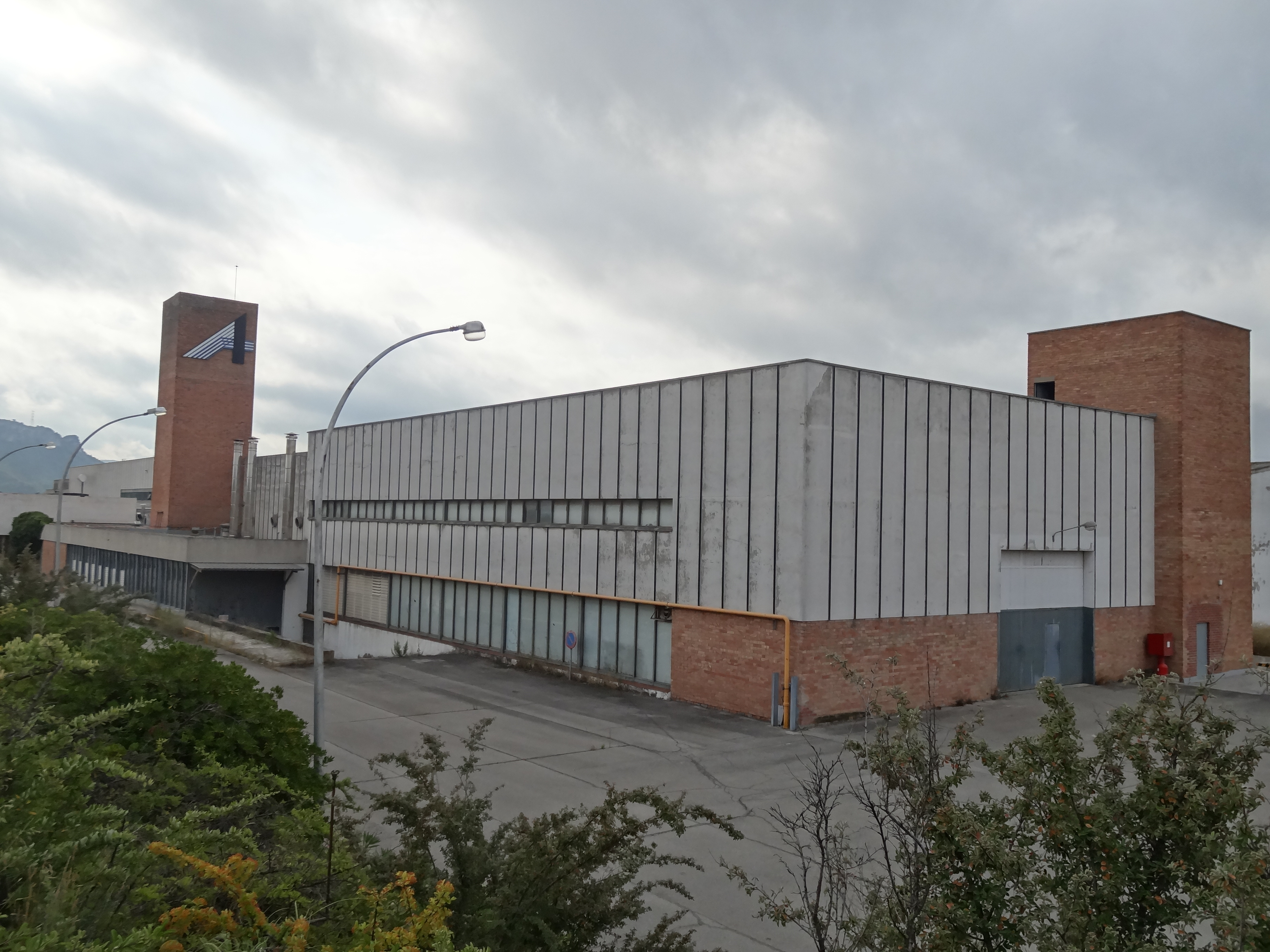
Fàbrica Polifibra, posteriorment Hisitex, que fou adquirida el 1992 pel grup Antex

Industrias Valls 1 S. A., matriu de Punto Blanco, va ser fundada a Igualada l'any 1948 pels germans Pere i Manuel Valls Rius. Manuel, home de perfil eminentment tècnic, incorporà màquines de darrera generació, a les que introduí modificacions per adaptar-les a la producció de l'empresa. L'exportació de productes cap a mercats europeus, americans i asiàtics s'inicià el 1953. L'any 1961 la fàbrica es traslladà a l'emplaçament de l'avinguda Balmes, a Igualada, en un edifici d'arquitectura racionalista construït l'any 1956. En la dècada de 1960 Industrias Valls va adoptar normes de control de qualitat de fabricació desenvolupades per l'exèrcit dels Estats Units. L'any 1966 l'empresa va ser considerada com una de les més modernes d'Europa a causa del seu parc de màquines, l'ús d'un ordinador electrònic, i els seus sistemes de producció, control de qualitat i organització. L'empresa consumia 100 milions de metres de fil cada dia, fabricant mitges i mitjons. En aquella època fou coneguda pel mitjó Tentesolo, que quedava subjecte a la cama sense necessitat d'una banda elàstica. Durant la dècada de 1960, els seus mitjons eren anunciats regularment en televisió. L'any 1976 l'empresa va comprar Depunt, firma que es dedicava a la producció de roba exterior de punt, i que va tancar l'any 2004. A finals de la dècada de 1970 l'empresa va incorporar com a director general un professional extern a la família, decisió innovadora en el context del sector i la comarca. Manuel Valls va adquirir la participació dels hereus del seu germà Pere, mort l'any 1990, i ja com a únic propietari va crear una corporació, societat titular de les empreses del grup. D'aquesta forma l'any 1993 va sorgir la Corporació Empresarial Valls, coneguda com a Vallscorp.

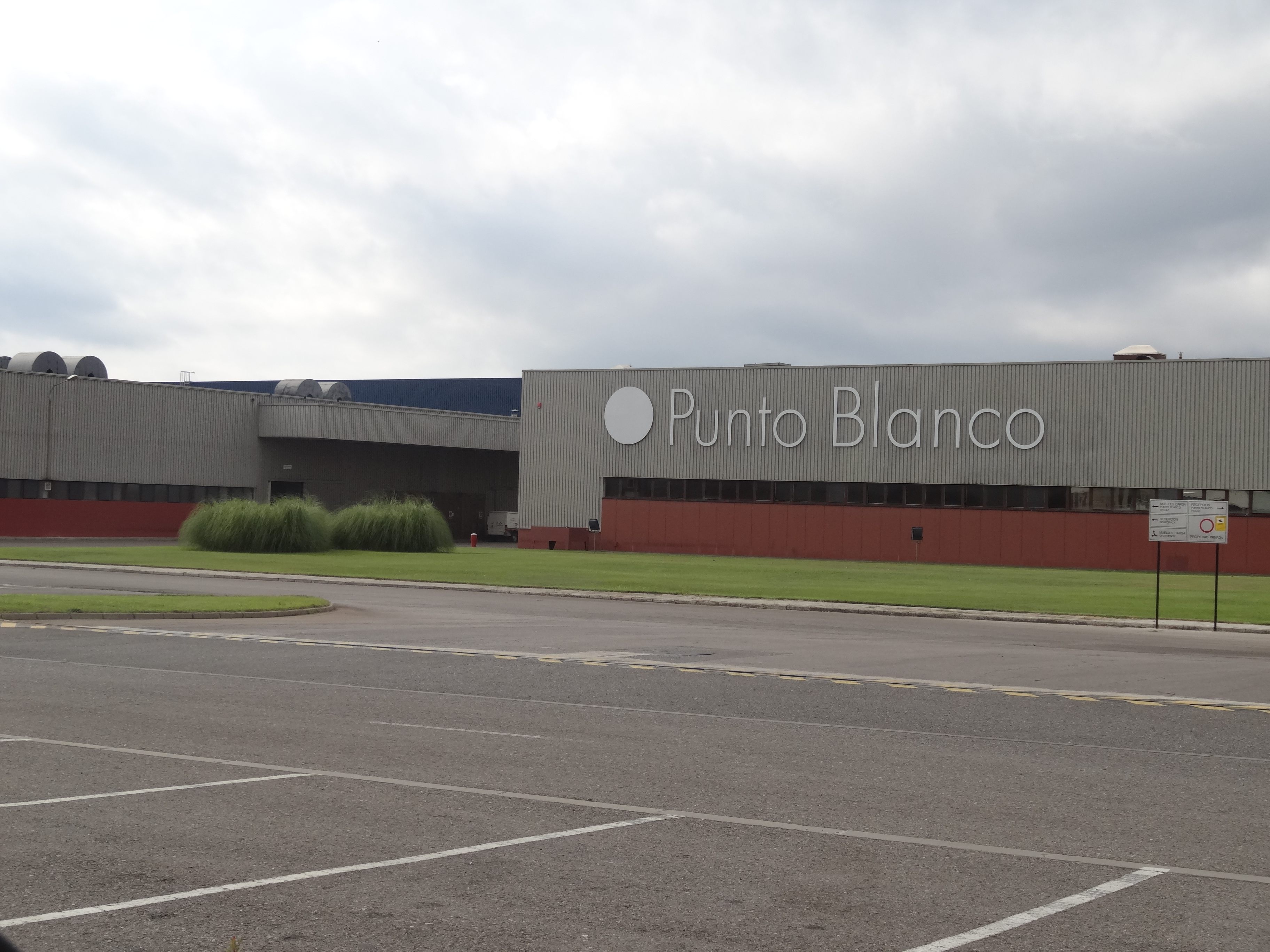
Logística i magatzem de Punto Blanco a la N-II, Òdena

Manuel Valls, casat amb Maria Biosca, va tenir 6 fills: Maria, farmacèutica de professió, Manuel, un temps campió automobilístic i posteriorment ànima de la filatura Defiber SA i involucrat en la gestió del grup, Marta Valls Biosca (Barcelona, 1954), presidenta executiva de la corporació des de febrer de 2000 i consellera delegada des de 1995, David, dissenyador, i les bessones Glòria i Clara, aquesta darrera interiorista de professió. Els germans formen part del consell de la corporació. David Valls i Biosca (1956), quart dels sis fills de Manuel Valls, als 22 anys va començar a gestionar una filial de Punto Blanco i als 28 anys va deixar l'empresa per fundar la seva pròpia marca. Manuel Valls morí el 25 de febrer de 2000. Després de la mort del patriarca de la família, els seus fills van heretar el grup industrial amb una facturació agregada de prop de 100 milions d'euros i que dona feina a un miler de persones.
L'any 1996 Industrias Valls va iniciar la comercialització de roba interior, roba de llar i roba de bany. L'any 2004 els mitjons representaven el 65% de les vendes, i la roba interior, roba de casa i de bany, l'altre 35%, amb un total de 485 empleats i vendes de 38 milions d'euros. El 2006 el grup va iniciar la creació d'una xarxa de botigues pròpies. L'any 2009 va obrir una botiga on-line.